# Hugo V. von Tübingen
Hugo V. von Tübingen (* 1259; † 1277) war ein Pfalzgraf von Tübingen.

## Familie
Er war der älteste Sohn des Pfalzgrafen Hugo IV. von Tübingen und dessen zweiter Ehefrau Beatrix von Eberstein, Tochter des Grafen Otto, die in ihrer zweiten Ehe mit Konrad II. Graf von Flügelau († 1301) verheiratet war.

### Halbbruder aus der 1. Ehe des Vaters
- Rudolf III. Pfalzgraf von Tübingen, Canonicus zu Sindelfingen († 7. September 1272)

### Geschwister aus der 2. Ehe des Vaters
- Otto von Tübingen
- Ludwig von Tübingen
- Kunigunde, Nonne zu Kirchberg
- Luitgard († 13. November 1309) ⚭ Burchard IV. Graf von Hohenberg († 24. Juli 1318)

## Leben und Wirken
Am 23. März 1270 beurkundete er mit seinen Brüdern, den Grafen Rudolf und Otto von Tübingen, dass Otto und Hugo zu ihrer und ihrer Voreltern Seelenheil ihren Hof zu Öschelbronn dem Kloster Kirchberg übergeben zu haben, weil sich dort eine Grablege ihrer Vorfahren befand und weil ihre leibliche Schwester Kunigunde dort Klosterfrau war.
Am 22. Juni 1270 verlieh er mit seinen Brüdern, den Pfalzgrafen Otto und Ludwig von Tübingen, mit Zustimmung ihres Oheims und Vormunds, dem Grafen Rudolf von Tübingen, sowie ihres Großvaters Otto von Eberstein der Stadt Horb besondere Rechte.